# 中山南路 (上海)
中山南路是中国上海市黄浦区东南部的一条街道，北起东门路接中山东二路，南到西藏南路接中山南一路。
1905年，上海城厢内外总工程局修筑此路，长2.6公里，宽17米。北接法兰西外滩（今中山东二路），南到沪军营，为當時南市主要交通干道。由于位于外马路的内侧，命名为里马路。抗日战争结束后更名为中山南路。

## 交会道路（北向南）
- 东门路
- 会馆弄
- 老太平弄
- 盐码头街
- 复兴东路
- 白渡路
- 毛家园路
- 新码头街
- 竹行码头街
- 王家码头路
- 万豫码头街
- 公义码头街
- 董家渡路
- 利川码头街
- 赖义码头街
- 漕仓街
- 会馆码头街
- 多稼路
- 丰记码头街
- 薛家浜路、油车码头街
- 陆家浜路
- 大德路
- 国货路、外马路
- 海潮路
- 瞿溪路
- 南车站路
- 保屯路
- 西藏南路